# Pahamunaya layagammeda
Pahamunaya layagammeda là một loài Trichoptera thuộc họ Polycentropodidae. Chúng phân bố ở miền Ấn Độ - Mã Lai.